# Alassane Seidou
Pour les articles homonymes, voir Seidou.
Alassane Seidou, né le 1er janvier 1958 à Kandi (Alibori), est un médecin et homme politique béninois. Il est ministre de l'Intérieur et de la Sécurité publique depuis le 26 mai 2021. 
Président du parti politique Alafia, il est, en outre, député de l'Assemblée nationale de 1996 à 1999, de nouveau de 2007 à 2008, maire de Kandi de 2003 à 2007, ministre de la Décentralisation, de la Gouvernance locale, de l'Administration et de l'Aménagement du territoire de 2008 à 2011 dans le gouvernement Yayi Boni. Il est également ministre des Infrastructures et des Transports de 2018 à 2019 et, encore une fois, ministre de la Décentralisation et de la Gouvernance locale de 2019 à 2021.

## Biographie

### Jeunesse et carrière médicale
Né le 1er janvier 1958 à Kandi, Alassane Seidou fait ses études supérieures à la Faculté des sciences de la santé de Cotonou, où il décroche un doctorat en médecine en 1988. Il devient par la suite médecin-chef de la Clinique Kombe à Parakou (1988-1996), puis de la Clinique Zaman-Lahiya à Kandi (1999-2003). 
Durant les années 1990, il lance des campagnes d'information auprès des populations au sujet des maladies non transmissibles, telles que le diabète ou l'hypertension. 
Il reprend ses études en 2012, et se spécialise en gynécologie obstétrique à l'Unité de formation et de recherche en sciences de la santé de l'Université de Ouagadougou, dont il sort diplômé en 2016.

### Carrière politique
En 1996, il se lance en politique et est élu député de l'Assemblée nationale de la 2e législature, et le reste jusqu'en 1999. En 2003, il devient le premier maire démocratiquement élu de la ville de Kandi, et le reste jusqu'en 2007. De 2007 à 2008, il devient à nouveau député de la 5e législature,,.
En 2008, il fait son entrée au gouvernement en étant nommé ministre de la Décentralisation, de la Gouvernance locale, de l'Administration et de l'Aménagement du territoire dans le gouvernement de Yayi Boni, et reste à ce poste jusqu'en 2011,.
Le 6 avril 2016, il est nommé ministre de la Santé par le président Patrice Talon. Il reste pendant deux ans à ce poste, avant d'être nommé ministre des transports le 5 juin 2018, en remplacement de Cyr Koty.
Il est également président du parti Alafia, membre du bloc progressiste.
À partir du 21 février 2019, il assure la fonction de ministre de la Décentralisation et de la Gouvernance locale par intérim à la suite du limogeage de Barnabé Dassigli.
Lors des élections législatives d'avril 2019, il est élu député de la 1re circonscription, étant 2e tête de liste de l'Union progressiste,. Cependant, le 21 mai, afin de respecter la loi interdisant le cumul des mandats, il démissionne de son poste de député, à l'instar d'autres ministres également élus, choisissant de se consacrer à sa fonction ministérielle, et laisse le siège à son suppléant, Demonle Moko Alidou.
Le 25 mai 2021, Alassane Séidou prend les rênes du ministère de l’Intérieur et de la Sécurité publique en succédant à Sacca Lafia.

### Vie privée
Alassane Seidou est marié et père de 5 enfants.